# Sericotrupes niger
Sericotrupes niger är en skalbaggsart som beskrevs av Thomas Marsham 1802. Sericotrupes niger ingår i släktet Sericotrupes och familjen tordyvlar. Inga underarter finns listade i Catalogue of Life.